# Colin Brumby
Colin James Brumby (født 18. juni 1933 i Melbourne Australien, død 3. januar 2018 i Brisbane Australien) var en australsk komponist og dirigent.
Brumby blev uddannet på Musikkonservatoriet i Melbourne og studerede derefter privat hos Alexander Goehr.
Han har skrevet to symfonier, orkesterværker, kammermusik, to violinkoncerter og koncerter for mange instrumenter.

## Udvalgte værker
- Symfoni nr. 1 "Solen" (1981) - for orkester
- Symfoni nr. 2 "Mosaic fra Ravenna" (1993) - for orkester
- "Fønix og Skildpaden" (1974) - for cembalo og strygeorkester
- Bratschkoncert (1960) - for bratsch og strygerorkester
- Violinkoncert "Tre aspekter af Rom" (1990) - for violin og orkester
- "Alice" (1989) - ballet